# أوبرا زرقاء اليمامة
أوبرا زرقاء اليمامة أول أوبرا سعودية والأكبر باللغة العربية، وهي من إنتاج هيئة المسرح والفنون الأدائية، من تأليف الكاتب والشاعر السعودي صالح زمانان، وتأليف الموسيقى للملحن الأسترالي لي برادشو. دشن وزير الثقافة السعودي الأمير بدر بن عبد الله بن فرحان الأوبرا في لندن بتاريخ 15 فبراير 2024، وبدأ عرض أوبرا زرقاء اليمامة على مسرح مركز الملك فهد الثقافي في الرياض في 25 أبريل 2024م.

## القصة
تدور أحداث القصة حول المرأة الحكيمة زرقاء اليمامة، المتحدّرة من قبيلة جديس، والتي عاشت في العصر الجاهلي في إقليم اليمامة، ومساعيها لإرشاد قومها إلى برّ الأمان في ظلّ أحداث ملحمية تُنذر بأخطار كبيرة. وتتبع القصة مسيرة الأسطورة العربية في مزج بين الواقع والخيال.

## المشاركون في الأوبرا
الأوبرا من أداء مجموعة من الأسماء العالمية والسعودية منهم:
- مغنية الميزو سوبرانو سارة كونولي في دور (زرقاء اليمامة).
- أليكساندر ستيفانوفسكي.
- ميليا وورزون.
- سيرينا فارنوكيا.
- باريد كاتالدو.
- جورج فون بيرغن.
- خيران الزهراني.
- سوسن البهيتي.[7]
- ريماز عقبي.

وبلغ عدد الممثلين الإضافيين في الأوبرا نحو 100 ممثل، ونحو 12 طفلاً، وبلغ عدد عازفي الأوركسترا 62 عازفاً.